# Nesoenas
Nesoenas es un género de aves columbiformes perteneciente a la familia Columbidae propio de Madagascar, el archipiélago de las Comoras, las Seychelles y las islas Mascareñas. Sus miembros se clasificaban anteriormente tanto en el género Streptopelia como en Columba. Inicialmente se creó como género monotípico para contener a la paloma de Mauricio (Nesoenas mayeri).

## Taxonomía
Los estudios genéticos más recientes, además de los estudios anatómicos y etológicos, indican que el género contiene más de una especie, a diferencia de lo que se creía en su creación. Nesoenas actualmente contiene un linaje monofilético de colúmbidos difundidos por la región de las islas de Madagascar y las Mascareñas. Aunque el género se encuentra próximamente emparentado con Streptopelia y Columba, no puede considerarse una rama basal de ninguna de los dos.
La separación de sus parientes de Columba y Streptopelia probablemente se produjo en el Mioceno superior, quizás hace unos 8–7 millones de años. Este linaje se caracteriza por sus cantos diferentes y tener una tonalidad general de su plumaje rojiza con la espalda más oscura y la cabeza y las partes inferiores más claras. Al menos en las especies que sobreviven, el obispillo y las alas poseen una coloración contrastada. Sus especies difieren mucho en tamaño, la paloma de Mauricio (y también la extinta de Reunión) es notablemente más grande y apomórfica comparada con la tórtola malgache (Nesoenas picturata) más extendida y plesiomórfica. Sin embargo esta última especie presenta un plumaje en el cuello similar al de algunos miembros de Columba y Streptopelia, con plumas algo bifurcadas, a diferencia del resto de ambos géneros. Se propuso que los miembros más pequeños del linaje podrían separarse como Homopelia, pero actualmente la mayoría de expertos consideran esta separación excesiva.

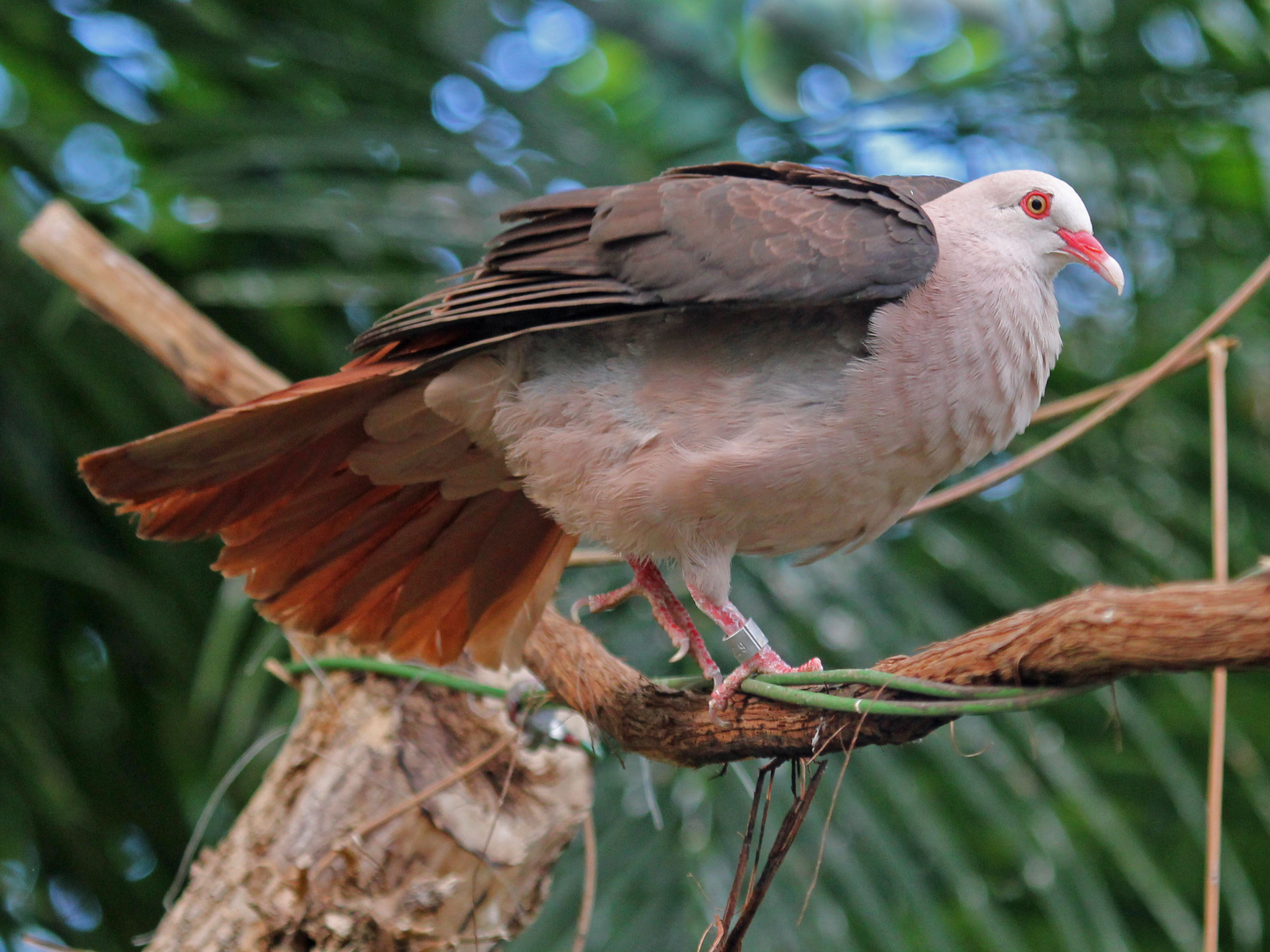
Nesoenas mayeri

### Especies
El género contiene dos especies vivas y dos extintas:
- Nesoenas picturatus - tórtola malgache;
- Nesoenas mayeri - paloma de Mauricio;
- †Nesoenas rodericanus - tórtola de Rodrigues;
- †Nesoenas cicur - tórtola de Mauricio.